# Robert Zeller

Robert Zeller

Robert Zeller (* 15. Juli 1895 in Stuttgart; † 18. Oktober 1966 in Augsburg) war ein deutscher Politiker (NSDAP).

## Leben und Wirken
Nach dem Besuch der Volksschule absolvierte Zeller eine kaufmännische Lehre. Ab 1914 nahm er am Ersten Weltkrieg teil. Im Krieg wurde Zeller unter anderem mit dem Eisernen Kreuz beider Klassen ausgezeichnet.
In den 1920er Jahren trat Zeller in die NSDAP (Mitgliedsnummer 328.656) ein. Im Januar 1931 wurde er außerdem Mitglied der SS (SS-Nr. 4.911). Bei der Reichstagswahl vom Juli 1932 wurde er als Kandidat der NSDAP für den Wahlkreis 31 (Württemberg) in den Reichstag der Weimarer Republik gewählt. Nachdem er sein Mandat bei der Wahl vom November 1932 zunächst vorübergehend verloren hatte, gelang es Zeller anlässlich der Reichstagswahl vom März 1933 für seinen alten Wahlkreis in das deutsche Parlament zurückzukehren, dem er diesmal knapp fünf Jahre lang bis zum April 1938 angehörte. Zu den bedeutenden parlamentarischen Ereignissen, an denen Zeller während seiner Abgeordnetenzeit beteiligt war zählte unter anderem die Abstimmung über das – schließlich auch mit Zellers Stimme verabschiedete – Ermächtigungsgesetz im März 1933.
Nach der nationalsozialistischen Machtergreifung im Frühjahr 1933 wurde Zeller Adjutant des Reichsstatthalters von Württemberg Wilhelm Murr. Am 30. Januar 1935 wurde Zeller zum SS-Oberführer befördert. Als Sonderkommissar leitete Zeller Operationen der SS-Hilfspolizei, die der politischen Polizei angegliedert wurde, deren Leiter Mattheis Zeller als Assistent zur Verfügung gestellt wurde.
Am Zweiten Weltkrieg nahm Zeller mit der Waffen-SS teil. Seit November 1944 war er im Stab des SS-Oberabschnitts Südwest tätig. Im Krieg wurde er unter anderem mit dem Totenkopfring der SS und dem Ehrendegen des Reichsführers SS ausgezeichnet.
Weitere Auszeichnungen, die Zeller erhielt, waren das Kriegsverdienstkreuz I. und II. Kasse mit Schwertern sowie die Spange zum Eisernen Kreuz II. Klasse.